# Campionato europeo maschile di calcio
Il campionato europeo maschile di calcio UEFA (in inglese UEFA European Championship), noto ufficialmente dal 1996 con il nome commerciale di UEFA EURO, è la massima competizione per le rappresentative di calcio (squadre comunemente chiamate "nazionali") maschili maggiori delle federazioni sportive affiliate all'UEFA. Nato nel 1960 da un'idea del dirigente sportivo francese Henri Delaunay, è organizzato dalla UEFA e si disputa ogni quattro anni.
Le prime edizioni della manifestazione negli anni sessanta e settanta videro un numero ristretto di partecipanti, ma eventi come la dissoluzione dell'Unione Sovietica e della Cecoslovacchia, nonché la progressiva disgregazione politica della Jugoslavia, hanno provocato un considerevole incremento del numero degli Stati europei e dei paesi membri dell'UEFA, con un conseguente aumento delle nazionali partecipanti alle fasi di qualificazione e alla fase finale.
Dalla prima edizione del 1960 fino a quella del 1976 vi erano solamente quattro squadre partecipanti alla fase finale; dall'edizione del 1980 il numero fu aumentato ad otto e rimase tale fino al 1992. Dal 1996 fu introdotta la formula con sedici partecipanti, rimasta in vigore fino al 2012. Dal 2016 si è passati a ventiquattro squadre. Prendono parte alla fase finale la squadra del paese ospitante e le squadre che superano i gironi di qualificazione. Dal 1980 la sede è assegnata prima delle qualificazioni. Dall'edizione del 1984 l'UEFA ha abolito la finale per il terzo posto, disputata nelle sei edizioni dal 1960 al 1980; nelle edizioni del 2008 e del 2012 l'UEFA ha assegnato alle semifinaliste perdenti la medaglia di bronzo.
Nessuna nazionale ha partecipato a tutte le edizioni del campionato europeo; quella con più partecipazioni è la Germania, che ha partecipato a quattordici edizioni su diciassette complessive, e che dal 1972 si è sempre qualificata alla fase finale. La Spagna detiene il record di affermazioni nel torneo, con 4 titoli conquistati, ed è stata l'unica nazionale che ha vinto la manifestazione in due edizioni consecutive, nel 2008 e nel 2012. Nell'albo d'oro, dietro gli spagnoli, ci sono le tre affermazioni della Germania, le due vittorie dell'Italia e della Francia, e i singoli successi di Unione Sovietica, Cecoslovacchia, Paesi Bassi, Danimarca, Grecia e Portogallo. Quattro squadre hanno vinto il campionato europeo alla prima partecipazione alla fase finale: l'Unione Sovietica nel 1960, la Spagna nel 1964, l'Italia nel 1968 e la Germania Ovest nel 1972, tutte e 4 nelle prime quattro edizioni della competizione. La Spagna e l'Italia, nelle suddette edizioni, sono inoltre le uniche ad averlo vinto sul proprio territorio (dunque da Paesi ospitanti).
La nazionale detentrice del torneo è la Spagna, che nell'edizione 2024 ha battuto in finale l'Inghilterra per 2-1, ottenendo il quarto successo europeo.

## Storia
Nato nel 1960, il campionato europeo di calcio fu organizzato dalla UEFA, che scelse, in base alle squadre qualificate, di disputare tale torneo in Francia.
Nell'edizione del 1960 presero parte alla fase finale solo quattro squadre e così fu fino al 1976. Dal 1980, invece, la UEFA sceglie una nazione ospitante qualificata di diritto ed il torneo si estese prima ad otto squadre, poi dal 1996 a sedici e, dal 2016, a ventiquattro. Nelle qualificazioni, tutte le squadre nazionali affiliate alla UEFA si sfidano in un lungo torneo a gironi che si tiene nei due anni precedenti alla fase finale.
La sedicesima edizione, in occasione del sessantesimo anniversario della prima edizione, ha un'organizzazione paneuropea e, per la prima volta dal 1980, non c'è stata alcuna nazionale qualificata d'ufficio alla fase finale; venti posti (o meno, a seconda di paesi ospitanti) sono stati assegnati con le qualificazioni, mentre quattro attraverso la UEFA Nations League.
Tale edizione, inizialmente prevista tra giugno e luglio 2020, è stata rinviata di dodici mesi in modo da poter completare le coppe europee e i campionati nazionali della stagione 2019-2020, sospesi per la pandemia di COVID-19 in Europa.

## Trofeo

### Coppa

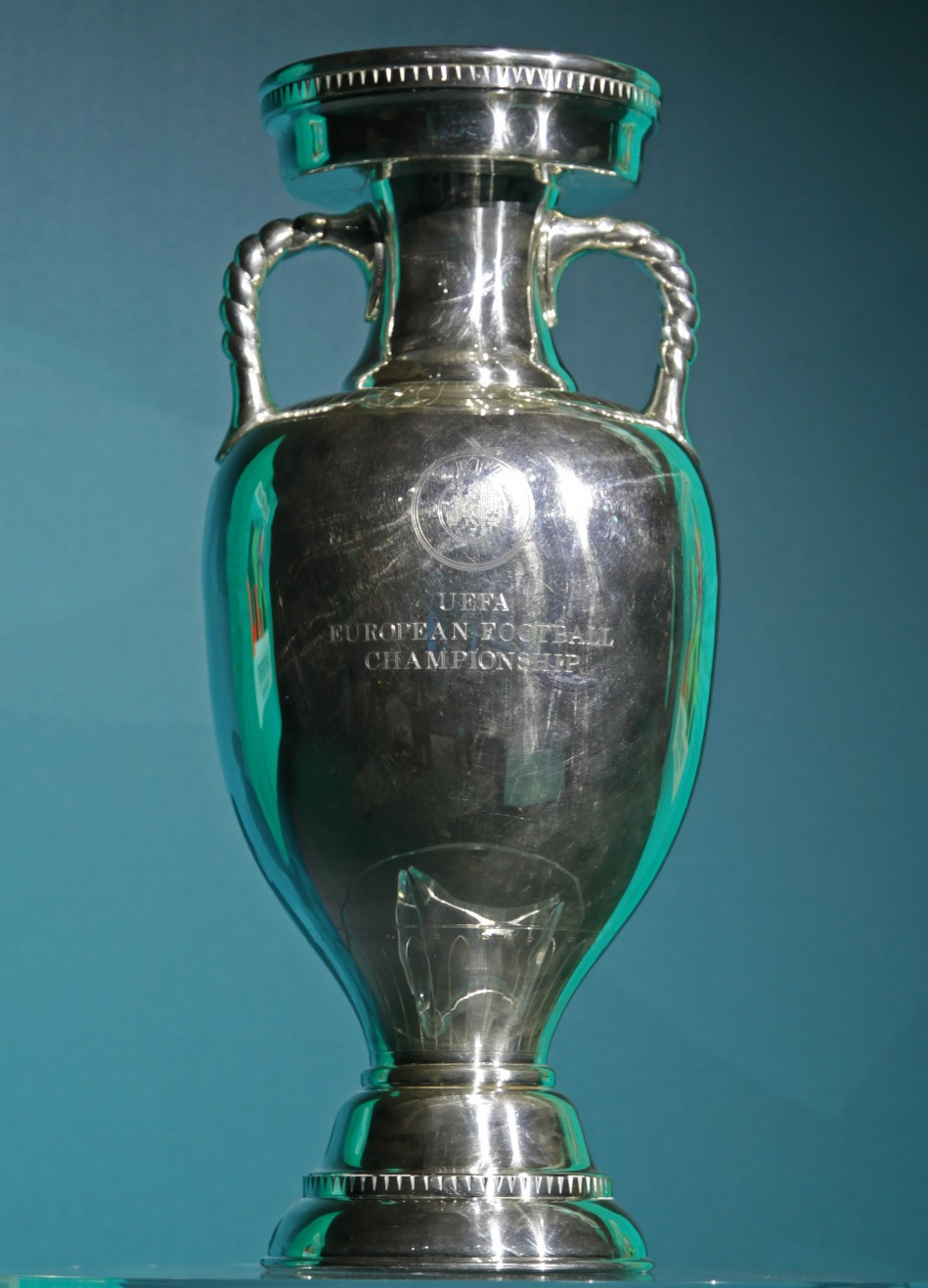
La Coppa Henri Delaunay

Il trofeo assegnato alla squadra vincitrice si chiama ufficialmente Coppa Henri Delaunay in onore del primo segretario generale dell'UEFA e promotore della prima edizione della manifestazione. La coppa in palio dall'edizione del 2008 è in argento puro, pesa 8 kg ed è alta 60 cm.
Esistono, in realtà, due versioni del trofeo. Il primo è stato usato dall'edizione del 1960 a quella del 2004. Questo primo trofeo fu realizzato dall'orafo Chobillon, su progetto di Arthus Bertrand.
A partire dall'edizione del 2008 viene consegnata una nuova versione del trofeo, che si differenzia dall'originario per la mancanza della base a forma di parallelepipedo quadrato su cui venivano inseriti i nomi delle nazioni vincitrici. Nella nuova versione il nome dei vincitori non viene più inciso sul piedistallo, ma sul retro del trofeo. Inoltre, il nuovo trofeo è più alto di diciotto centimetri e pesa due chilogrammi in più del precedente; la base, in conseguenza della rimozione del piedistallo, è stata leggermente allargata per dare maggior stabilità. A livello decorativo, evidente è il cambiamento della lingua in cui sono scritte le incisioni: dall'originaria versione in francese, si è passati all'inglese. La nuova coppa è stata forgiata dalla Asprey di Londra, nota casa orafa che vanta una lunga tradizione nell'ambito dei trofei, che affonda le sue origini alla creazione dell'America's Cup, disegnata dalla consociata Garrard nel 1848. L'adozione del nuovo trofeo è stata voluta dalla UEFA per meglio evidenziarne il prestigio e l'importanza, in quanto simbolo del massimo torneo continentale organizzato dalla stessa federazione. La coppa originale resta in ogni caso alla UEFA, che la impiega solo al momento della premiazione; al termine della cerimonia il trofeo viene riconsegnato e la squadra vincitrice porta con sé una replica della coppa, delle stesse dimensioni e con sopra la sola incisione della Nazionale vincitrice dell'ultima edizione.

### Nazionali vincitrici
Dalla prima edizione ad oggi sono dieci le nazionali che hanno vinto il trofeo nelle diciassette edizioni sinora disputate: l'albo d'oro raffigura quattro vittorie per la Spagna (1964, 2008, 2012, 2024), tre vittorie per la Germania (due come Germania Ovest, 1972 e 1980, e una dopo la riunificazione, nel 1996), due vittorie per l'Italia (1968, 2020) e la Francia (1984, 2000), una vittoria per l'Unione Sovietica (1960), la Cecoslovacchia (1976), i Paesi Bassi (1988), la Danimarca (1992), la Grecia (2004) ed il Portogallo (2016).
La Spagna nel 1964 e l'Italia nel 1968 sono riuscite a vincere la competizione nella prima occasione in cui la stessa si disputava nel rispettivo territorio nazionale, mentre la Francia vi riuscì solo nella seconda occasione (1984), infine la Germania (ovvero la seconda nazione che ha vinto più titoli nella storia della competizione, dopo la Spagna) non v'è mai riuscita.

## Formula del torneo

### Scelta del paese ospitante
Fino all'edizione del 1976, dopo che si erano svolte le qualificazioni, la competizione si disputava in uno dei quattro paesi la cui nazionale era riuscita a qualificarsi. Dall'edizione del 1980, svolta in Italia, ogni federazione può presentare la propria candidatura e i rappresentanti della UEFA votano a scrutinio segreto uno dei candidati (singole federazioni o candidature congiunte di due federazioni).
Per l'edizione del 2020, in occasione del sessantesimo anniversario del primo campionato europeo, la UEFA ha deciso di assegnare l'organizzazione a tredici diverse città europee (poi ridotte a undici), con le sole semifinali e la finale svoltesi in un'unica città (al Wembley Stadium di Londra).

### Fase di qualificazione
Già dalla prima edizione del torneo, l'UEFA inserì nel regolamento una fase di qualificazione volta a restringere il lotto delle partecipanti alla fase finale. In quest'occasione furono diciassette le selezioni iscritte alla fase di qualificazione, con turni successivi ad eliminazione diretta. La modalità fu confermata anche nelle due edizioni seguenti, che pure videro la crescita del numero di partecipanti a ventinove e trentuno partecipanti. A partire dal terzo europeo, i primi due turni vennero sostituiti da otto gironi, con qualificazione per le vincenti di ogni gruppo e successivo play-off, in doppia gara, tra esse. Il successo dell'innovazione fu tale da venire confermato anche per la quarta e la quinta edizione, ognuna delle quali vide trentadue nazionali iscritte alle eliminatorie. In tal modo, venivano selezionate le quattro partecipanti alla fase finale, ad una delle quali veniva affidata l'organizzazione della manifestazione.
Poiché gli anni ottanta videro un'ulteriore crescita delle partecipanti alle qualificazioni, sino a raggiungere la quota di trentaquattro squadre, si optò per un cambio di formato. A partire dall'edizione del 1980, la fase finale venne allargata ad otto formazioni e la nazione ospitante era ammessa d'ufficio.
Per l'edizione del 1996 si cambiò ancora: la fase finale comprese sedici squadre (su quarantasette iniziali), quattordici delle quali provenienti dai gironi ed una dallo spareggio (cui prendevano parte le due peggiori seconde). La formula era tuttavia destinata a rivelarsi provvisoria, in quanto alle eliminatorie del successivo torneo presero parte quarantanove formazioni, ciò anche a causa dell'organizzazione congiunta tra due paesi, Belgio e Paesi Bassi. La qualificazione era diretta per le vincitrici di ciascun raggruppamento e per la migliore seconda, prevedendo quattro spareggi (con gare di andata e ritorno) tra le altre otto squadre giunte in seconda posizione. Con l'eccezione dell'edizione del 2004 (dieci gironi da cinque squadre, con qualificazione diretta solo per le prime e spareggi tra le seconde), nel nuovo millennio la formula rimase in vigore: sia l'edizione del 2008 sia quella del 2012, infatti, sono state ancora organizzate congiuntamente da due nazioni. Nell'ultima edizione si è inoltre toccato il tetto delle cinquantatré iscritte.
Poiché nel 2016 alla fase finale hanno partecipato ventiquattro formazioni, la quota di iscrizioni ha raggiunto la cinquantaquattresima unità: dal torneo preliminare sono uscite le altre ventitré finaliste, che hanno conteso il titolo alla Francia, paese ospitante. Nel 2020, invece, a causa di un'organizzazione paneuropea, nessuna delle tredici, successivamente ridotte ad undici, federazioni ospitanti l'evento è stata ammessa a priori.
La nazionale detentrice del titolo non è mai stata qualificata d'ufficio.

### Fase finale
Indipendentemente dal numero di partecipanti alla fase finale, peraltro più volte mutato, essa prevede inizialmente gironi all'italiana: le squadre che superano questa fase accedono al tabellone dell'eliminazione diretta.
A partire dall'edizione 2016, con l'allargamento a ventiquattro squadre, vengono introdotti i ripescaggi delle terze classificate dei gruppi, escludendo le due peggiori, e gli ottavi di finale. Rispetto all'assetto precedente, le partite necessarie per vincere la manifestazione passano quindi da sei a sette.
Il sorteggio per la composizione dei gruppi avviene, di norma, nel dicembre dell'anno precedente il torneo: in questo senso, la prassi ricalca quella utilizzata per i campionati mondiali. Le squadre riconosciute teste di serie sono sei: tra esse la nazione ospitante e, se qualificati, gli eventuali detentori del titolo. Le restanti vengono divise in urne, sulla base dei risultati conseguiti nelle eliminatorie e nell'ultimo mondiale.
La nuova formula prevede così sei gruppi iniziali, con i seguenti criteri per eventuale parità in classifica di due o più squadre:
1. Maggior numero di punti negli scontri diretti (classifica avulsa);
2. Miglior differenza reti negli scontri diretti;
3. Maggior numero di reti realizzate negli scontri diretti;
4. Riproposizione dei primi tre criteri applicati esclusivamente alle gare tra le squadre in questione;
5. Miglior differenza reti totale;
6. Maggior numero di gol realizzati in totale;
7. Miglior condotta fair play al torneo, ovvero minor numero di punti nella classifica fair play così calcolata:
  - 1 punto per ogni ammonizione;
  - 3 punti per ogni espulsione diretta o doppia ammonizione nella stessa partita;
8. Miglior posizione occupata nel ranking UEFA per nazioni.

Se due squadre che si affrontano nell'ultima gara hanno conseguito lo stesso numero di punti (segnando e subendo le stesse reti) e l'incontro termina in parità, si procede all'esecuzione dei tiri di rigore (senza tempi supplementari) per determinare la classifica finale. Questa eventualità, introdotta nel 2004, è valida solamente se nessuna delle altre squadre ha totalizzato gli stessi punti in classifica.
Le gare della fase a eliminazione diretta sono in partita unica, con eventuale ricorso a tempi supplementari e rigori in caso di pareggio.
Di seguito un riepilogo delle formule del torneo:
- 1960-1976: 4 squadre con semifinali e finali;
- 1980: 8 squadre divise in due gruppi da 4 squadre ciascuno, le prime classificate disputano la finale, mentre le seconde disputano la finale per il terzo posto;
- 1984-1992: 8 squadre divise in due gruppi da 4 squadre ciascuno – fase a eliminazione diretta con semifinali e finale;
- 1996-2012: 16 squadre divise in quattro gruppi da 4 squadre ciascuno – fase a eliminazione diretta con quarti di finale, semifinali e finale;
- Dal 2016: 24 squadre divise in sei gruppi da 4 squadre ciascuno – fase a eliminazione diretta con ottavi di finale, quarti di finale, semifinali e finale.

## Copertura mediatica
A differenza dei campionati mondiali di calcio, tutte le edizioni dei campionati europei hanno avuto copertura mediatica almeno nei paesi interessati, cioè nei paesi dove le rispettive nazionali disputavano il torneo.

## Partecipazioni
| Nazionale          | Partecip. | TORNEI                                                                             |
| ------------------ | --------- | ---------------------------------------------------------------------------------- |
| Germania*          | 14        | 1972, 1976, 1980, 1984, 1988, 1992, 1996, 2000, 2004, 2008, 2012, 2016, 2020, 2024 |
| Russia*            | 12        | 1960, 1964, 1968, 1972, 1988, 1992±, 1996, 2004, 2008, 2012, 2016, 2020            |
| Spagna             | 12        | 1964, 1980, 1984, 1988, 1996, 2000, 2004, 2008, 2012, 2016, 2020, 2024             |
| Francia            | 11        | 1960, 1984, 1992, 1996, 2000, 2004, 2008, 2012, 2016, 2020, 2024                   |
| Italia             | 11        | 1968, 1980, 1988, 1996, 2000, 2004, 2008, 2012, 2016, 2020, 2024                   |
| Rep. Ceca*         | 11        | 1960, 1976, 1980, 1996, 2000, 2004, 2008, 2012, 2016, 2020, 2024                   |
| Inghilterra        | 11        | 1968, 1980, 1988, 1992, 1996, 2000, 2004, 2012, 2016, 2020, 2024                   |
| Paesi Bassi        | 11        | 1976, 1980, 1988, 1992, 1996, 2000, 2004, 2008, 2012, 2020, 2024                   |
| Danimarca          | 10        | 1964, 1984, 1988, 1992, 1996, 2000, 2004, 2012, 2020, 2024                         |
| Portogallo         | 9         | 1984, 1996, 2000, 2004, 2008, 2012, 2016, 2020, 2024                               |
| Svezia             | 7         | 1992, 2000, 2004, 2008, 2012, 2016, 2020                                           |
| Croazia            | 7         | 1996, 2004, 2008, 2012, 2016, 2020, 2024                                           |
| Belgio             | 7         | 1972, 1980, 1984, 2000, 2016, 2020, 2024                                           |
| Serbia*            | 6         | 1960, 1968, 1976, 1984, 2000, 2024                                                 |
| Romania            | 6         | 1984, 1996, 2000, 2008, 2016, 2024                                                 |
| Svizzera           | 6         | 1996, 2004, 2008, 2016, 2020, 2024                                                 |
| Turchia            | 6         | 1996, 2004, 2008, 2016, 2020, 2024                                                 |
| Polonia            | 5         | 2008, 2012, 2016, 2020, 2024                                                       |
| Ungheria           | 5         | 1964, 1972, 2016, 2020, 2024                                                       |
| Grecia             | 4         | 1980, 2004, 2008, 2012                                                             |
| Scozia             | 4         | 1992, 1996, 2020, 2024                                                             |
| Austria            | 4         | 2008, 2016, 2020, 2024                                                             |
| Ucraina            | 4         | 2012, 2016, 2020, 2024                                                             |
| Irlanda            | 3         | 1988, 2012, 2016                                                                   |
| Slovacchia         | 3         | 2016, 2020, 2024                                                                   |
| Bulgaria           | 2         | 1996, 2004                                                                         |
| Slovenia           | 2         | 2000, 2024                                                                         |
| Galles             | 2         | 2016, 2020                                                                         |
| Albania            | 2         | 2016, 2024                                                                         |
| Georgia            | 1         | 2024                                                                               |
| Finlandia          | 1         | 2020                                                                               |
| Macedonia del Nord | 1         | 2020                                                                               |
| Islanda            | 1         | 2016                                                                               |
| Irlanda del Nord   | 1         | 2016                                                                               |
| Lettonia           | 1         | 2004                                                                               |
| Norvegia           | 1         | 2000                                                                               |

*La Russia detiene il record dell'Unione Sovietica fino ad Euro 1988, la Serbia detiene il record della Jugoslavia fino ad Euro 1988, la Repubblica Ceca detiene il record della Cecoslovacchia fino ad Euro 1988, la Germania detiene il record di Germania Ovest fino ad Euro 1988. ±La Russia nel 1992 giocò sotto il nome CIS. 
Anni con sfondo giallo = Squadra campione quell'anno.

## Albo d'oro
| Anno | Paese ospitante       | Finale           | Finale                                              | Finale           | 3º-4º posto/Semifinaliste | 3º-4º posto/Semifinaliste                | 3º-4º posto/Semifinaliste | Squadre |
| Anno | Paese ospitante       | Vincitore        | Risultato                                           | Finalista        | Terzo posto               | Risultato                                | Quarto posto              | Squadre |
| ---- | --------------------- | ---------------- | --------------------------------------------------- | ---------------- | ------------------------- | ---------------------------------------- | ------------------------- | ------- |
| 1960 | Francia               | Unione Sovietica | 2 – 1 (dts) Parco dei Principi, Parigi              | Jugoslavia       | Cecoslovacchia            | 2 – 0 Stadio Vélodrome, Marsiglia        | Francia                   | 4       |
| 1964 | Spagna                | Spagna           | 2 – 1 Santiago Bernabéu, Madrid                     | Unione Sovietica | Ungheria                  | 3 – 1 (dts) Camp Nou, Barcellona         | Danimarca                 | 4       |
| 1968 | Italia                | Italia           | 1 – 1 (dts) 2 – 0 (rip) Stadio Olimpico, Roma       | Jugoslavia       | Inghilterra               | 2 – 0 Stadio Olimpico, Roma              | Unione Sovietica          | 4       |
| 1972 | Belgio                | Germania Ovest   | 3 – 0 Stadio Heysel, Bruxelles                      | Unione Sovietica | Belgio                    | 2 – 1 Stadio Maurice Dufrasne, Liegi     | Ungheria                  | 4       |
| 1976 | Jugoslavia            | Cecoslovacchia   | 2 – 2 (dts) (5-3 dtr) Stadio Stella Rossa, Belgrado | Germania Ovest   | Paesi Bassi               | 3 – 2 (dts) Stadio Maksimir, Zagabria    | Jugoslavia                | 4       |
| 1980 | Italia                | Germania Ovest   | 2 – 1 Stadio Olimpico, Roma                         | Belgio           | Cecoslovacchia            | 1 – 1 (9-8 dtr) Stadio San Paolo, Napoli | Italia                    | 8       |
| 1984 | Francia               | Francia          | 2 – 0 Parco dei Principi, Parigi                    | Spagna           | Portogallo Danimarca      | Portogallo Danimarca                     | Portogallo Danimarca      | 8       |
| 1988 | Germania Ovest        | Paesi Bassi      | 2 – 0 Olympiastadion, Monaco di Baviera             | Unione Sovietica | Germania Ovest Italia     | Germania Ovest Italia                    | Germania Ovest Italia     | 8       |
| 1992 | Svezia                | Danimarca        | 2 – 0 Ullevi, Göteborg                              | Germania         | Paesi Bassi Svezia        | Paesi Bassi Svezia                       | Paesi Bassi Svezia        | 8       |
| 1996 | Inghilterra           | Germania         | 2 – 1 (gg) Wembley, Londra                          | Rep. Ceca        | Inghilterra Francia       | Inghilterra Francia                      | Inghilterra Francia       | 16      |
| 2000 | Belgio e Paesi Bassi  | Francia          | 2 – 1 (gg) De Kuip, Rotterdam                       | Italia           | Portogallo Paesi Bassi    | Portogallo Paesi Bassi                   | Portogallo Paesi Bassi    | 16      |
| 2004 | Portogallo            | Grecia           | 1 - 0 Stadio da Luz, Lisbona                        | Portogallo       | Rep. Ceca Paesi Bassi     | Rep. Ceca Paesi Bassi                    | Rep. Ceca Paesi Bassi     | 16      |
| 2008 | Austria e Svizzera    | Spagna           | 1 – 0 Stadio Ernst Happel, Vienna                   | Germania         | Russia Turchia            | Russia Turchia                           | Russia Turchia            | 16      |
| 2012 | Polonia e Ucraina     | Spagna           | 4 – 0 Stadio Olimpico, Kiev                         | Italia           | Portogallo Germania       | Portogallo Germania                      | Portogallo Germania       | 16      |
| 2016 | Francia               | Portogallo       | 1 – 0 (dts) Stade de France, Saint-Denis            | Francia          | Galles Germania           | Galles Germania                          | Galles Germania           | 24      |
| 2020 | Europa                | Italia           | 1 – 1 (dts) (3-2 dtr) Wembley Stadium, Londra       | Inghilterra      | Spagna Danimarca          | Spagna Danimarca                         | Spagna Danimarca          | 24      |
| 2024 | Germania              | Spagna           | 2 – 1 Olympiastadion, Berlino                       | Inghilterra      | Francia Paesi Bassi       | Francia Paesi Bassi                      | Francia Paesi Bassi       | 24      |
| 2028 | Regno Unito e Irlanda |                  | –                                                   |                  |                           |                                          |                           | 24      |
| 2032 | Italia e Turchia      |                  | –                                                   |                  |                           |                                          |                           | 24      |

Per vedere soltanto i tabellini delle finali:

## Medagliere

Mappa dei vincitori

Segue una lista delle squadre che hanno raggiunto le prime tre posizioni in almeno un europeo. La Spagna detiene il record di vittorie della competizione (quattro) ed è stata finora l'unica a vincere due europei consecutivi, mentre la Germania detiene il record di partecipazioni alla fase finale (quattordici), di finali disputate (sei), di finali consecutive (tre), di piazzamenti tra le prime quattro (nove volte complessivamente) e di partite disputate nelle fasi finali. Dal 1984 non si disputa la finale per il terzo posto (nel 2008 e nel 2012 le medaglie di bronzo sono state consegnate in forma privata alle semifinaliste sconfitte).
| Squadra          | Vittorie | Secondi posti | Terzi posti | Quarti posti | Semifinalista | Totale podi | Tot. | Edizioni vinte         | Part. |
| ---------------- | -------- | ------------- | ----------- | ------------ | ------------- | ----------- | ---- | ---------------------- | ----- |
| Spagna           | 4        | 1             | -           | -            | 1             | 6           | 6    | 1964, 2008, 2012, 2024 | 12    |
| Germania         | 3        | 3             | -           | -            | 3             | 9           | 9    | 1972, 1980, 1996       | 14    |
| Italia           | 2        | 2             | -           | 1            | 1             | 5           | 6    | 1968, 2020             | 11    |
| Francia          | 2        | 1             | -           | 1            | 2             | 5           | 6    | 1984, 2000             | 11    |
| Unione Sovietica | 1        | 3             | -           | -            | 1             | 5           | 6    | 1960                   | 12    |
| Cecoslovacchia   | 1        | 1             | 2           | -            | 1             | 5           | 5    | 1976                   | 11    |
| Portogallo       | 1        | 1             | -           | -            | 3             | 5           | 5    | 2016                   | 9     |
| Paesi Bassi      | 1        | -             | 1           | -            | 4             | 6           | 6    | 1988                   | 11    |
| Danimarca        | 1        | -             | -           | 1            | 2             | 3           | 4    | 1992                   | 10    |
| Grecia           | 1        | -             | -           | -            | -             | 1           | 1    | 2004                   | 4     |
| Inghilterra      | -        | 2             | 1           | -            | 1             | 4           | 4    | -                      | 11    |
| Serbia           | -        | 2             | -           | 1            | -             | 2           | 3    | -                      | 6     |
| Belgio           | -        | 1             | 1           | -            | -             | 2           | 2    | -                      | 7     |
| Ungheria         | -        | -             | 1           | 1            | -             | 1           | 2    | -                      | 5     |
| Svezia           | -        | -             | -           | -            | 1             | 1           | 1    | -                      | 7     |
| Turchia          | -        | -             | -           | -            | 1             | 1           | 1    | -                      | 6     |
| Galles           | -        | -             | -           | -            | 1             | 1           | 1    | -                      | 2     |

1. ↑  Dall'edizione 1984 non si disputa più la finale per il terzo posto; nelle edizioni 2008 e 2012 a entrambe le semifinaliste perdenti è stata assegnata la medaglia di bronzo
2. ↑   Germania Ovest fino all'edizione 1988
3. ↑   Comunità degli Stati Indipendenti nell'edizione 1992,  Russia dall'edizione 1996
4. ↑   Rep. Ceca dall'edizione 1996
5. ↑   Jugoslavia fino all'edizione 2000,  Serbia e Montenegro fino all'edizione 2004

## Fase a gironi
| Nazionale   | Quante volte | TORNEI           |
| ----------- | ------------ | ---------------- |
| Paesi Bassi | 3            | 2000, 2008, 2020 |
| Italia      | 2            | 2000, 2020       |
| Spagna      | 2            | 2008, 2024       |
| Francia     | 1            | 1984             |
| Portogallo  | 1            | 2000             |
| Rep. Ceca   | 1            | 2004             |
| Croazia     | 1            | 2008             |
| Germania    | 1            | 2012             |
| Belgio      | 1            | 2020             |

## Paesi ospitanti
| Nazione    | Quante volte | TORNEI           | Nazione     | Quante volte | TORNEI           | Nazione          | Quante volte | TORNEI     |
| ---------- | ------------ | ---------------- | ----------- | ------------ | ---------------- | ---------------- | ------------ | ---------- |
| Francia    | 3            | 1960, 1984, 2016 | Italia      | 3            | 1968, 1980, 2032 | Belgio           | 2            | 1972, 2000 |
| Germania   | 2            | 1988, 2024       | Inghilterra | 2            | 1996, 2028       | Spagna           | 1            | 1964       |
| Serbia     | 1            | 1976             | Svezia      | 1            | 1992             | Paesi Bassi      | 1            | 2000       |
| Portogallo | 1            | 2004             | Austria     | 1            | 2008             | Svizzera         | 1            | 2008       |
| Polonia    | 1            | 2012             | Ucraina     | 1            | 2012             | Europa           | 1            | 2020       |
| Galles     | 1            | 2028             | Irlanda     | 1            | 2028             | Irlanda del Nord | 1            | 2028       |
| Scozia     | 1            | 2028             | Turchia     | 1            | 2032             |                  |              |            |

## Partecipazioni e prestazioni
Legenda
-: non qualificata.
R: ritiratasi prima dell'inizio del torneo o durante le qualificazioni (per incontri non disputati).
S: squalificata.
Q: qualificata per un torneo ancora da disputarsi.
1T: eliminata nella fase a gironi (dal 1980 in poi).
OF: eliminata agli ottavi di finale (dal 2016 in poi).
QF: eliminata ai quarti di finale (dal 1996 in poi).
SF: eliminata in semifinale (dal 1984 in poi).
4ª: quarta classificata (dal 1960 al 1980).
3ª: terza classificata (dal 1960 al 1980).
2ª: seconda classificata.
V: vincitrice.
   : Nazione ospitante.
| Nazionale                             | 1960 | 1964 | 1968 | 1972 | 1976 | 1980 | 1984 | 1988 | 1992 | 1996 | 2000 | 2004 | 2008 | 2012 | 2016 | 2020 | 2024 | Totale | Vincitore |
| Spagna                                | R    | V    | -    | -    | -    | 1T   | 2ª   | 1T   | -    | QF   | QF   | 1T   | V    | V    | OF   | SF   | V    | 12     | 4         |
| Germania Germania Ovest               |      |      | -    | V    | 2ª   | V    | 1T   | SF   | 2ª   | V    | 1T   | 1T   | 2ª   | SF   | SF   | OF   | QF   | 14     | 3         |
| Italia                                |      | -    | V    | -    | -    | 4ª   | -    | SF   | -    | 1T   | 2ª   | 1T   | QF   | 2ª   | QF   | V    | OF   | 11     | 2         |
| Francia                               | 4ª   | -    | -    | -    | -    | -    | V    | -    | 1T   | SF   | V    | QF   | 1T   | QF   | 2ª   | OF   | SF   | 11     | 2         |
| Russia                                |      |      |      |      |      |      |      |      |      | 1T   | -    | 1T   | SF   | 1T   | 1T   | 1T   | S    | 12     | 1         |
| Comunità degli Stati Indipendenti     |      |      |      |      |      |      |      |      | 1T   |      |      |      |      |      |      |      |      | 12     | 1         |
| Unione Sovietica                      | V    | 2ª   | 4ª   | 2ª   | -    | -    | -    | 2ª   | Q    |      |      |      |      |      |      |      |      | 12     | 1         |
| Rep. Ceca                             |      |      |      |      |      |      |      |      |      | 2ª   | 1T   | SF   | 1T   | QF   | 1T   | QF   | 1T   | 11     | 1         |
| Cecoslovacchia                        | 3ª   | -    | -    | -    | V    | 3ª   | -    | -    | -    |      |      |      |      |      |      |      |      | 11     | 1         |
| Paesi Bassi                           |      | -    | -    | -    | 3ª   | 1T   | -    | V    | SF   | QF   | SF   | SF   | QF   | 1T   | -    | OF   | SF   | 11     | 1         |
| Danimarca                             | -    | 4ª   | -    | -    | -    | -    | SF   | 1T   | V    | 1T   | 1T   | QF   | -    | 1T   | -    | SF   | OF   | 10     | 1         |
| Portogallo                            | -    | -    | -    | -    | -    | -    | SF   | -    | -    | QF   | SF   | 2ª   | QF   | SF   | V    | OF   | QF   | 9      | 1         |
| Grecia                                | -    |      | -    | -    | -    | 1T   | -    | -    | -    | -    | -    | V    | 1T   | QF   | -    | -    | -    | 4      | 1         |
| Inghilterra                           |      | -    | 3ª   | -    | -    | 1T   | -    | 1T   | 1T   | SF   | 1T   | QF   | -    | QF   | OF   | 2ª   | 2ª   | 11     | 0         |
| Svezia                                |      | -    | -    | -    | -    | -    | -    | -    | SF   | -    | 1T   | QF   | 1T   | 1T   | 1T   | OF   | -    | 7      | 0         |
| Belgio                                |      | -    | -    | 3ª   | -    | 2ª   | 1T   | -    | -    | -    | 1T   | -    | -    | -    | QF   | QF   | OF   | 7      | 0         |
| Croazia                               |      |      |      |      |      |      |      |      |      | QF   | -    | 1T   | QF   | 1T   | OF   | OF   | 1T   | 7      | 0         |
| Serbia Serbia e Montenegro Jugoslavia | 2ª   | -    | 2ª   | -    | 4ª   | -    | 1T   | -    | S    | S    | QF   | -    | -    | -    | -    | -    | 1T   | 6      | 0         |
| Turchia                               | -    | -    | -    | -    | -    | -    | -    | -    | -    | 1T   | QF   | -    | SF   | -    | 1T   | 1T   | QF   | 6      | 0         |
| Romania                               | -    | -    | -    | -    | -    | -    | 1T   | -    | -    | 1T   | QF   | -    | 1T   | -    | 1T   | -    | OF   | 6      | 0         |
| Svizzera                              |      | -    | -    | -    | -    | -    | -    | -    | -    | 1T   | -    | 1T   | 1T   | -    | OF   | QF   | QF   | 6      | 0         |
| Ungheria                              | -    | 3ª   | -    | 4ª   | -    | -    | -    | -    | -    | -    | -    | -    | -    | -    | OF   | 1T   | 1T   | 5      | 0         |
| Polonia                               | -    | -    | -    | -    | -    | -    | -    | -    | -    | -    | -    | -    | 1T   | 1T   | QF   | 1T   | 1T   | 5      | 0         |
| Scozia                                |      |      | -    | -    | -    | -    | -    | -    | 1T   | 1T   | -    | -    | -    | -    | -    | 1T   | 1T   | 4      | 0         |
| Austria                               | -    | -    | -    | -    | -    | -    | -    | -    | -    | -    | -    | -    | 1T   | -    | 1T   | OF   | OF   | 4      | 0         |
| Ucraina                               |      |      |      |      |      |      |      |      |      | -    | -    | -    | -    | 1T   | 1T   | QF   | 1T   | 4      | 0         |
| Irlanda                               | -    | -    | -    | -    | -    | -    | -    | 1T   | -    | -    | -    | -    | -    | 1T   | OF   | -    | -    | 3      | 0         |
| Slovacchia                            |      |      |      |      |      |      |      |      |      | -    | -    | -    | -    | -    | OF   | 1T   | OF   | 3      | 0         |
| Galles                                |      | -    | -    | -    | -    | -    | -    | -    | -    | -    | -    | -    | -    | -    | SF   | OF   | -    | 2      | 0         |
| Bulgaria                              | -    | -    | -    | -    | -    | -    | -    | -    | -    | 1T   | -    | 1T   | -    | -    | -    | -    | -    | 2      | 0         |
| Albania                               |      | -    | -    | -    |      |      | -    | -    | -    | -    | -    | -    | -    | -    | 1T   | -    | 1T   | 2      | 0         |
| Slovenia                              |      |      |      |      |      |      |      |      |      | -    | 1T   | -    | -    | -    | -    | -    | OF   | 2      | 0         |
| Islanda                               |      | -    |      |      | -    | -    | -    | -    | -    | -    | -    | -    | -    | -    | QF   | -    | -    | 1      | 0         |
| Irlanda del Nord                      | -    | -    | -    | -    | -    | -    | -    | -    | -    | -    | -    | -    | -    | -    | OF   | -    | -    | 1      | 0         |
| Norvegia                              | -    | -    | -    | -    | -    | -    | -    | -    | -    | -    | 1T   | -    | -    | -    | -    | -    | -    | 1      | 0         |
| Lettonia                              |      |      |      |      |      |      |      |      |      | -    | -    | 1T   | -    | -    | -    | -    | -    | 1      | 0         |
| Finlandia                             |      |      |      |      |      |      |      |      |      | -    | -    | -    | -    | -    | -    | 1T   | -    | 1      | 0         |
| Macedonia del Nord                    |      |      |      |      |      |      |      |      |      | -    | -    | -    | -    | -    | -    | 1T   | -    | 1      | 0         |
| Georgia                               |      |      |      |      |      |      |      |      |      | -    | -    | -    | -    | -    | -    | -    | OF   | 1      | 0         |

## Record e statistiche
Maggior numero di vittorie dei campionati
2: Rainer Bonhof ( Germania Ovest, 1972 & 1980); Xavi, Andrés Iniesta, Cesc Fàbregas, Iker Casillas, David Silva, Xabi Alonso, Sergio Ramos, Fernando Torres, Raúl Albiol, Álvaro Arbeloa, Santi Cazorla, Pepe Reina (, 2008 & 2012), Jesús Navas  ( 2012 & 2024)
Maggior numero di vittorie dei campionati consecutivi
2: Xavi, Andrés Iniesta, Cesc Fàbregas, Iker Casillas, David Silva, Xabi Alonso, Sergio Ramos, Fernando Torres, Raúl Albiol, Álvaro Arbeloa, Santi Cazorla, Pepe Reina (, 2008 & 2012)
Maggior numero di finali
3: Rainer Bonhof ( Germania Ovest, 1972 (vinta), 1976 (persa), 1980 (vinta))
Maggior numero di finali consecutive
3: Rainer Bonhof ( Germania Ovest, 1972 (vinta), 1976 (persa), 1980 (vinta))
Maggior numero di apparizioni in squadra del torneo
3: Cristiano Ronaldo (, 2004, 2012, 2016); Pepe (, 2008, 2012, 2016); Paolo Maldini (, 1988, 1996, 2000) e Laurent Blanc (, 1992, 1996, 2000)
2: Lev Jašin (, 1960, 1964); Valentin Ivanov (, 1960, 1964), Karlheinz Förster ( Germania Ovest, 1980, 1984), Andreas Brehme ( Germania Ovest, 1984, 1992), Marco van Basten (, 1988, 1992), Marcel Desailly (, 1996, 2000), Rui Costa (, 1996, 2000), Zinédine Zidane (, 2000, 2004), Luís Figo (, 2000, 2004), Gianluigi Buffon (, 2008, 2012), Philipp Lahm (, 2008, 2012), Iker Casillas (, 2008, 2012), Xavi (, 2008, 2012), Andrés Iniesta (, 2008, 2012), Cesc Fàbregas (, 2008, 2012)
Maggior numero di apparizioni consecutive in squadra del torneo
3: Laurent Blanc (, 1992, 1996, 2000), Pepe (, 2008, 2012, 2016)
Maggior numero di gol segnati in una singola competizione
9: (in 5 partite), Michel Platini (, 1984)
6: (in 7 partite), Antoine Griezmann (, 2016)
Maggior numero di gol segnati in una singola competizione per partita
4 in 2 partite = 2 gol per partita, Gerd Müller ( Germania Ovest, 1972),, Dieter Müller ( Germania Ovest, 1976)
9 in 5 partite = 1,80 gol per partita, Michel Platini (, 1984)
Maggior numero di gol segnati in una finale
2: Gerd Müller ( Germania Ovest vs , 1972), Horst Hrubesch ( Germania Ovest vs , 1980), Oliver Bierhoff ( vs , 1996)
Maggior numero di gol segnati in una fase a eliminazione diretta
5: (in 4 partite), Antoine Griezmann (, 2016)
4: 4 (in 2 partite), Gerd Müller ( Germania Ovest, 1972), (in 2 partite) Dieter Müller ( Germania Ovest, 1976)
3: 3 (in 2 partite), Nuno Gomes (, 2000), (in 2 partite) Patrick Kluivert (, 2000), (in 3 partite) Kasper Dolberg (|, 2020)
Maggior numero di gol segnati nelle fasi a eliminazione diretta
5: Antoine Griezmann (, 2016)
4: Gerd Müller ( Germania Ovest, 1972),Dieter Müller ( Germania Ovest, 1976), Nuno Gomes (, 2000, 2008)
Maggior numero di gol segnati in una fase a gironi
7: (in 3 partite), Michel Platini (, 1984)
Maggior numero di gol segnati nelle fasi a gironi
11: (in 15 partite) Cristiano Ronaldo ( 2004, 2008, 2012, 2016, 2020)
Maggior numero di gol segnati in competizione
14: (in 30 partite) Cristiano Ronaldo ( 2004, 2008, 2012, 2016, 2020)

### Capocannonieri delle singole edizioni
| Edizione                | Capocannoniere                                                                             | Nazionale                                                  | Reti |
| ----------------------- | ------------------------------------------------------------------------------------------ | ---------------------------------------------------------- | ---- |
| Francia 1960            | François Heutte Viktor Ponedel'nik Valentin Ivanov Milan Galić Dražan Jerković             | Francia Unione Sovietica Jugoslavia                        | 2    |
| Spagna 1964             | Jesús María Pereda Ferenc Bene Dezső Novák                                                 | Spagna Ungheria                                            | 2    |
| Italia 1968             | Dragan Džajić                                                                              | Jugoslavia                                                 | 2    |
| Belgio 1972             | Gerd Müller                                                                                | Germania Ovest                                             | 4    |
| Jugoslavia 1976         | Dieter Müller                                                                              | Germania Ovest                                             | 4    |
| Italia 1980             | Klaus Allofs                                                                               | Germania Ovest                                             | 3    |
| Francia 1984            | Michel Platini                                                                             | Francia                                                    | 9    |
| Germania Ovest 1988     | Marco van Basten                                                                           | Paesi Bassi                                                | 5    |
| Svezia 1992             | Henrik Larsen Karl-Heinz Riedle Dennis Bergkamp Tomas Brolin                               | Danimarca Germania Paesi Bassi Svezia                      | 3    |
| Inghilterra 1996        | Alan Shearer                                                                               | Inghilterra                                                | 5    |
| Belgio-Paesi Bassi 2000 | Patrick Kluivert Savo Milošević                                                            | Paesi Bassi Jugoslavia                                     | 5    |
| Portogallo 2004         | Milan Baroš                                                                                | Rep. Ceca                                                  | 5    |
| Austria-Svizzera 2008   | David Villa                                                                                | Spagna                                                     | 4    |
| Polonia-Ucraina 2012    | Cristiano Ronaldo Fernando Torres Mario Balotelli Mario Gómez Mario Mandžukić Alan Dzagoev | Portogallo Spagna Italia Germania Croazia Russia           | 3    |
| Francia 2016            | Antoine Griezmann                                                                          | Francia                                                    | 6    |
| Europa 2020             | Cristiano Ronaldo Patrik Schick                                                            | Portogallo Rep. Ceca                                       | 5    |
| Germania 2024           | Cody Gakpo Harry Kane Georges Mikautadze Jamal Musiala Dani Olmo Ivan Schranz              | Paesi Bassi Inghilterra Georgia Germania Spagna Slovacchia | 3    |

### Miglior giocatore (premio dal 1996)
| Edizione                | Miglior giocatore    | Nazionale |
| ----------------------- | -------------------- | --------- |
| Inghilterra 1996        | Matthias Sammer      | Germania  |
| Belgio-Paesi Bassi 2000 | Zinédine Zidane      | Francia   |
| Portogallo 2004         | Theodōros Zagorakīs  | Grecia    |
| Austria-Svizzera 2008   | Xavi                 | Spagna    |
| Polonia-Ucraina 2012    | Andrés Iniesta       | Spagna    |
| Francia 2016            | Antoine Griezmann    | Francia   |
| Europa 2020             | Gianluigi Donnarumma | Italia    |
| Germania 2024           | Rodri                | Spagna    |

### Miglior giovane (premio dal 2016)
| Edizione      | Miglior giocatore | Nazionale  |
| ------------- | ----------------- | ---------- |
| Francia 2016  | Renato Sanches    | Portogallo |
| Europa 2020   | Pedri             | Spagna     |
| Germania 2024 | Lamine Yamal      | Spagna     |

### Esordienti
In ogni edizione c'è sempre stata almeno 1 esordiente.
| Anno | Paese ospitante    | Nazionali esordienti                                        |
| ---- | ------------------ | ----------------------------------------------------------- |
| 1960 | Francia            | Cecoslovacchia, Francia, Jugoslavia, Unione Sovietica       |
| 1964 | Spagna             | Danimarca, Spagna, Ungheria                                 |
| 1968 | Italia             | Inghilterra, Italia                                         |
| 1972 | Belgio             | Belgio, Germania Ovest                                      |
| 1976 | Jugoslavia         | Paesi Bassi                                                 |
| 1980 | Italia             | Grecia                                                      |
| 1984 | Francia            | Portogallo, Romania                                         |
| 1988 | Germania Ovest     | Irlanda                                                     |
| 1992 | Svezia             | Comunità degli Stati Indipendenti, Germania, Svezia, Scozia |
| 1996 | Inghilterra        | Bulgaria, Croazia, Rep. Ceca, Russia, Svizzera, Turchia     |
| 2000 | Belgio Paesi Bassi | Jugoslavia, Norvegia, Slovenia                              |
| 2004 | Portogallo         | Lettonia                                                    |
| 2008 | Austria Svizzera   | Austria, Polonia                                            |
| 2012 | Polonia Ucraina    | Ucraina                                                     |
| 2016 | Francia            | Albania, Galles, Irlanda del Nord, Islanda, Slovacchia      |
| 2020 | Europa             | Finlandia, Macedonia del Nord                               |
| 2024 | Germania           | Georgia, Serbia                                             |

Nazionali mai qualificate al torneo
- Andorra
- Armenia
- Azerbaigian
- Bielorussia
- Bosnia ed Erzegovina
- Cipro
- Estonia
- Fær Øer
- Germania Est
- Gibilterra
- Israele
- Kazakistan
- Kosovo
- Liechtenstein
- Lituania
- Lussemburgo
- Malta
- Moldavia
- Montenegro
- San Marino

## Stadi del campionato europeo di calcio
Lo Stadio Olimpico di Roma è l'unico impianto ad avere ospitato partite di tre edizioni differenti (1968, 1980 e 2020), nei primi due casi compresa la finale. Gli stadi ad aver ospitato due edizioni del campionato europeo di calcio sono il Parco dei Principi di Parigi, lo Stade Vélodrome di Marsiglia, lo Stadio Diego Armando Maradona di Napoli, lo Stadio di Wembley di Londra, lo Stade Roi-Baudouin/Heysel di Bruxelles e lo Sclessin Stadion di Liegi. Di questi stadi, gli unici ad aver ospitato due finali del campionato sono il Parco dei Principi di Parigi, lo Stadio Olimpico di Roma e lo Stadio di Wembley di Londra.
Lisbona (con lo Stadio José Alvalade e quello da Luz) e Porto (con lo stadio do Bessa Século XXI e quello do Dragão) sono le uniche due città ad aver ospitato delle gare del campionato europeo in due impianti differenti; i quattro impianti hanno ospitato delle gare nella stessa edizione, nel 2004.
Lo Stadio Olimpico di Roma è l'impianto ad avere ospitato il maggior numero di partite, cioè 11, anche se le gare di Roma sono state disputate in tre edizioni differenti (1968, 1980 e 2020).
Lo stadio con la maggiore capienza è stato il Camp Nou di Barcellona, nel 1964, per un totale di 98 000 spettatori.

## Mascotte
Tutte le edizioni dei campionati europei, a partire dal 1980, hanno avuto la propria mascotte. Essa cerca di rappresentare i valori del paese e dell'Euro, e questo diverte i bambini che si avvicinano così al calcio e allo sport in generale.
Le mascotte adottate dall'edizione del 1980 fino ad oggi sono state:
| Edizione                | Mascotte        | Immagine | Descrizione |
| ----------------------- | --------------- | --- | --- |
| Italia 1980             | Pinocchio       | | È ispirato all'omonimo personaggio di Carlo Collodi, col naso dipinto con i colori della bandiera d'Italia. |
| Francia 1984            | Peno            | | Un galletto bianco vestito con una divisa con i colori della Francia. |
| Germania Ovest 1988     | Berni           | | Un leprotto dal pelo marrone scuro, vestito con una divisa con i colori della Germania. |
| Svezia 1992             | Rabbit          | | Un leprotto dal pelo marrone chiaro identico a Berni, vestito con una divisa con i colori della Svezia. |
| Inghilterra 1996        | Goaliath        | | Un leone vestito con la divisa dell'Inghilterra. |
| Belgio-Paesi Bassi 2000 | Benelucky       | | Un leone-diavolo con una criniera dipinta con i colori delle bandiere belga e olandese. |
| Portogallo 2004         | Kinas           | | Un ragazzo vestito con la divisa del Portogallo, il cui nome ricorda lo scudo armillare che decora la bandiera lusitana. |
| Austria-Svizzera 2008   | Trix & Flix     | | Due ragazzi gemelli vestiti con le divise di Austria e Svizzera. |
| Polonia-Ucraina 2012    | Slavko & Slavek | | Due gemelli punk con le divise di Polonia e Ucraina. |
| Francia 2016            | Super Victor    | | Un supereroe bambino. |
| Europa 2020             | Skillzy         | | Un ragazzo esperto di freestyle e street football. |
| Germania 2024           | Albärt          | UEFA_EURO_2024_Trophy_Tour_in_Berlin_(S+U-Bahnhof_Berlin_Hauptbahnhof)_(EM_Maskottchen_Albärt_&_Henri-Delaunay-Pokal)_(12) | Attraverso il suo design e la sua presenza accattivante, la mascotte rende omaggio al fascino duraturo dell'umile orsacchiotto, che si dice abbia avuto origine in Germania all'inizio del XX secolo. A seguito di un voto degli utenti del sito web e dei bambini di tutta Europa, Albärt è stato scelto come nome per la mascotte ufficiale. |

### Annotazioni
1. ↑  L'Unione Sovietica riuscì a qualificarsi al campionato europeo, ma non poté partecipare alla fase finale perché la nazione scomparve: al suo posto partecipò la nazionale di calcio della Comunità degli Stati Indipendenti, che rappresentava tutte le repubbliche che fino all'anno prima facevano parte dell'Unione Sovietica, ad eccezione di Estonia, Lettonia, Lituania e Georgia. Tale nazionale non riuscì però a superare il primo turno.
2. ↑  Nell'edizione 2004.
3. ↑  Fino all'edizione 2000.
4. ↑  La Jugoslavia riuscì a qualificarsi per l'edizione 1992, ma venne esclusa dalla UEFA per motivi bellici. Al suo posto giocò la Danimarca, seconda classificata del girone di qualificazione.

### Fonti
1. ↑  (EN) Regulations of the UEFA Football Championship 2006/08 (PDF), su uefa.com,  p. 3. URL consultato il 2 luglio 2012.
2. ↑  (EN) Regulations of the UEFA European Football Championship 2010-12 (PDF), su uefa.com,  p. 4. URL consultato il 1º luglio 2016.
3. ↑   La UEFA posticipa EURO 2020 di 12 mesi, su it.uefa.com, 17 marzo 2020. URL consultato il 17 marzo 2020.
4. ↑  (EN) The Henri Delaunay Cup, su uefa.com, Union of European Football Associations, 4 febbraio 2013. URL consultato il 14 luglio 2021 (archiviato dall'url originale il 14 luglio 2021).
5. 1 2   Tredici città per UEFA EURO 2020, in uefa.com, 25 gennaio 2013. URL consultato il 19 febbraio 2013.
6. ↑   Decisioni su UEFA EURO 2021 e Supercoppa UEFA, in uefa.com, 30 giugno 2012. URL consultato il 30 giugno 2012.
7. ↑  (EN) Regulations of the UEFA European Football Championship 2014-16 (PDF), su uefa.com.
8. 1 2  La finale per il 3º posto si è disputata solo fino al 1980.
9. ↑  Non si disputarono i tempi supplementari.
10. ↑  Edizione disputatasi nel 2021 a causa della pandemia di COVID-19, cfr. La UEFA posticipa EURO 2020 di 12 mesi, su it.uefa.com, 17 marzo 2020. URL consultato il 17 marzo 2020.
11. ↑  Fino all'edizione 1988.
12. 1 2 3 4 5 6  UEFA Euro 1972 at UEFA.com
13. 1 2 3  UEFA Euro 1980 at UEFA.com
14. 1 2 3  UEFA Euro 2008 at UEFA.com
15. 1 2 3  UEFA Euro 2012 at UEFA.com
16. ↑  UEFA Euro 2024 at UEFA.com
17. 1 2 3 4 5  UEFA Euro 1976 at UEFA.com
18. ↑  Season 2004 | UEFA EURO 2004 | UEFA.com
19. 1 2 3  Season 2012 | UEFA EURO 2012 | UEFA.com
20. 1 2 3  Season 2016 | UEFA EURO 2016 | UEFA.com
21. 1 2  Season 2008 | UEFA EURO 2008 | UEFA.com
22. ↑  Season 1988 | UEFA EURO 1988 | UEFA.com
23. 1 2 3  Season 1996 | UEFA EURO 1996 | UEFA.com
24. 1 2 3  Season 2000 | UEFA EURO 2000 | UEFA.com
25. 1 2  Season 1992 | UEFA EURO 1992 | UEFA.com
26. 1 2   EURO records: most appearances, top scorers, key stats, su uefa.com, 15 giugno 2021. URL consultato il 16 giugno 2021.
27. 1 2 3  UEFA Euro 2016 at UEFA.com
28. ↑  UEFA Euro 1972 official website
29. ↑  UEFA Euro 1980 official website
30. ↑  UEFA Euro 1996 official website
31. 1 2 3  UEFA Euro 2000 at UEFA.com
32. ↑  UEFA Euro 2020 official website
33. ↑  UEFA Euro 1984 at UEFA.com
34. ↑   History, su uefa.com.
35. ↑   EURO top scorers: All time and for every tournament, su uefa.com, 11 luglio 2021.